# Garching bei München
Garching bei München is een stad in de Duitse deelstaat Beieren, gelegen in het Landkreis München. De stad telt 17.192 inwoners. Het hoofdkantoor van de Europese Zuidelijke Sterrenwacht is hier gevestigd. Een naburige stad is Unterschleißheim. Beide steden grenzen aan de directe noordgrens van het grondgebied van de stad München. VfR Garching is de lokale sportvereniging.
Aschheim ·
Aying ·
Baierbrunn ·
Brunnthal ·
Feldkirchen ·
Garching bei München ·
Gräfelfing ·
Grasbrunn ·
Grünwald ·
Haar ·
Hohenbrunn ·
Höhenkirchen-Siegertsbrunn ·
Ismaning ·
Kirchheim bei München ·
Neubiberg ·
Neuried ·
Oberhaching ·
Oberschleißheim ·
Ottobrunn ·
Planegg ·
Pullach im Isartal ·
Putzbrunn ·
Sauerlach ·
Schäftlarn ·
Straßlach-Dingharting ·
Taufkirchen ·
Unterföhring ·
Unterhaching ·
Unterschleißheim